# Anatole Kameni
Pour les articles homonymes, voir Kameni.
Anatole Kameni (aussi orthographié Kaminy sous ses correspondances) est un planteur, photographe, restaurateur, hôtelier et philanthrope camerounais actif durant les années d'indépendances. Il est né en 1918 près de Bafang et décède en février 1985. 
Membre de la délégation qui accompagne les leaders de l'UPC en 1957 à l'ONU, il loge, soigne des responsables de l'UPC de passage à Douala et abrite des réunions de ce parti. Le "Carrefour Anatole" à New-Bell Douala lui doit son nom.

## Biographie

### Débuts
Anatole Kameni est né vers 1918 à Banka, près de Bafang à l'ouest du Cameroun. Il est le fils de Sotchatchou et de Noakè.

### Carrière

#### Débuts aux services des expatriés
Anatole Kameni commence comme servant à la mission catholique de Banka entre 1927 et 1928 à l'époque du père Paul Goutier. En 1928, il devient 'boy' pour les missionnaires et sert à la mission catholique de Mbanga. Déclinant l'offre de scolarité au séminaire, il sert comme 'boy-cuisinier' pour l'agent spécial Kolaye affecté à Mbanga. Au départ de ce dernier, il se rend à Douala où il travaille comme 'fait-tout' chez le commandant Georges Roland. Il suit ce dernier en 1929 alors affecté comme chef de région à Ngaoundéré.
En 1930, pour améliorer sa situation, il s'installe à Yaoundé où il travaille chez le directeur des travaux publics, Mr Metze. 

#### Commerçant à Ebolowa
Après avoir travaillé pour Mr Nunge à Douala de 1932 à 1933, il s'installe en 1934, pour 5 ans, comme commerçant à Ebolowa. 

#### Régiment militaire et fournisseur de l'armée
Le 29 septembre 1939, il s'engage comme volontaire dans le régiment militaire métropolitain. Admis provisoirement, le lieutenant Bertaud et le colonel Leclerc, alors en visite au Cameroun, annoncent la non-incorporation de son régiment, la France ayant été envahie par l'armée allemande. 
Après la démobilisation, il reprend le commerce. Le chef de région et le lieutenant Bertaud le choisissent comme fournisseur de produits alimentaires dans la Région du Ntem (Ebolowa).

#### Hôtel de Douala et photographe au "Carrefour Anatole"
C'est à la fin de la guerre 1939-1945, et voyant que plusieurs passagers européens et africains en transit à Ebolowa ne savaient où passer leurs nuits et où manger, qu'il décide de construire un hôtel-restaurant-bar, l'hôtel de Douala.
Le 16 septembre 1948, il va se faire soigner en France pour des crises d'estomac. Au terme de son traitement, il se perfectionne à la photographie et au métier de restaurateur avant le retour au Cameroun en 1949.
| Vidéo externe |                                                                                            |
|               | https://www.youtube.com/watch?v=WYMHWGJ4cKk Anatole Kameni (Kaminy) sur Canal 2 (Cameroun) |

Ne pouvant s'installer durablement comme photographe à Ebolowa par manque d'électricité et refusant un poste de conseiller municipal proposé par le chef de région d'Ebolowa, il emménage en novembre 1949 à Douala New-Bell comme photographe et restaurateur.

#### Parcours politique: Militant et mécène de l'UPC
Militant actif et mécène de l'UPC, il abrite les réunions du parti à son domicile de New Bell à Douala, faisant ainsi connaissance de ses leaders à la veille de l'indépendance du Cameroun. Jean-Rameau Sokoudjou, chef des Bamendjou et militant de l'indépendance effective du Cameroun le cite abondamment comme hôte des réunions du parti UPC.
Le 11 janvier 1953, il envoie son pickup à l'aérogare de Douala pour servir dans le cortège qui accueille Ruben Um Nyobé de retour de son audition à l'ONU. A midi, Um revient déjeuner "chez Anatole" en compagnie de quelques amis, dont Jacques Ngom.
Au cours de l'année 1955, au moment où l'UPC lance une insurrection,  Anatole Kameni est privé de tous ses biens et de liberté.  Au retour de la délégation de l'UPC et de l'Association des Notables Camerounais de février 1957, aux Nations unies, il est  arrêté. 
Au contraire des cadres de l'UPC en fuite à Kumba, il fait partie du courant du parti - avec Mathieu Tagny, et auquel se rallie Ruben Um Nyobè - qui ne souhaitait pas la révolte armée. 
Au mois de mars 1959, les autorités l'empêchent de se rendre aux États-Unis pour être entendu aux Nations unies comme pétitionnaire.

#### Exil
Il va en exil avec sa famille et séjourne à Londres, au Caire, en Italie, au Ghana, en Guinée. Après 6 années, il se fixe au Togo en 1965 avec femme et enfants comme commerçant, achetant et revendant. Il bénéficie alors d'un crédit du gouvernement togolais qui lui accorde 500.000 francs pour son commerce. Après deux ans au Togo, il répond à l'appel d'Ahidjo vers les exilés politiques et reprend ses affaires commerciales à Douala.
Il exerce alors plusieurs métiers dont celui de photographe officiel pour les portraits des cartes nationales d'identité, de commerçant et d'hôtelier. 
Il meurt en février 1985. 

### Articles liés
- Mathieu Tagny
- Banka
- UPC
- Ruben Um Nyobé